# Kampfmesser

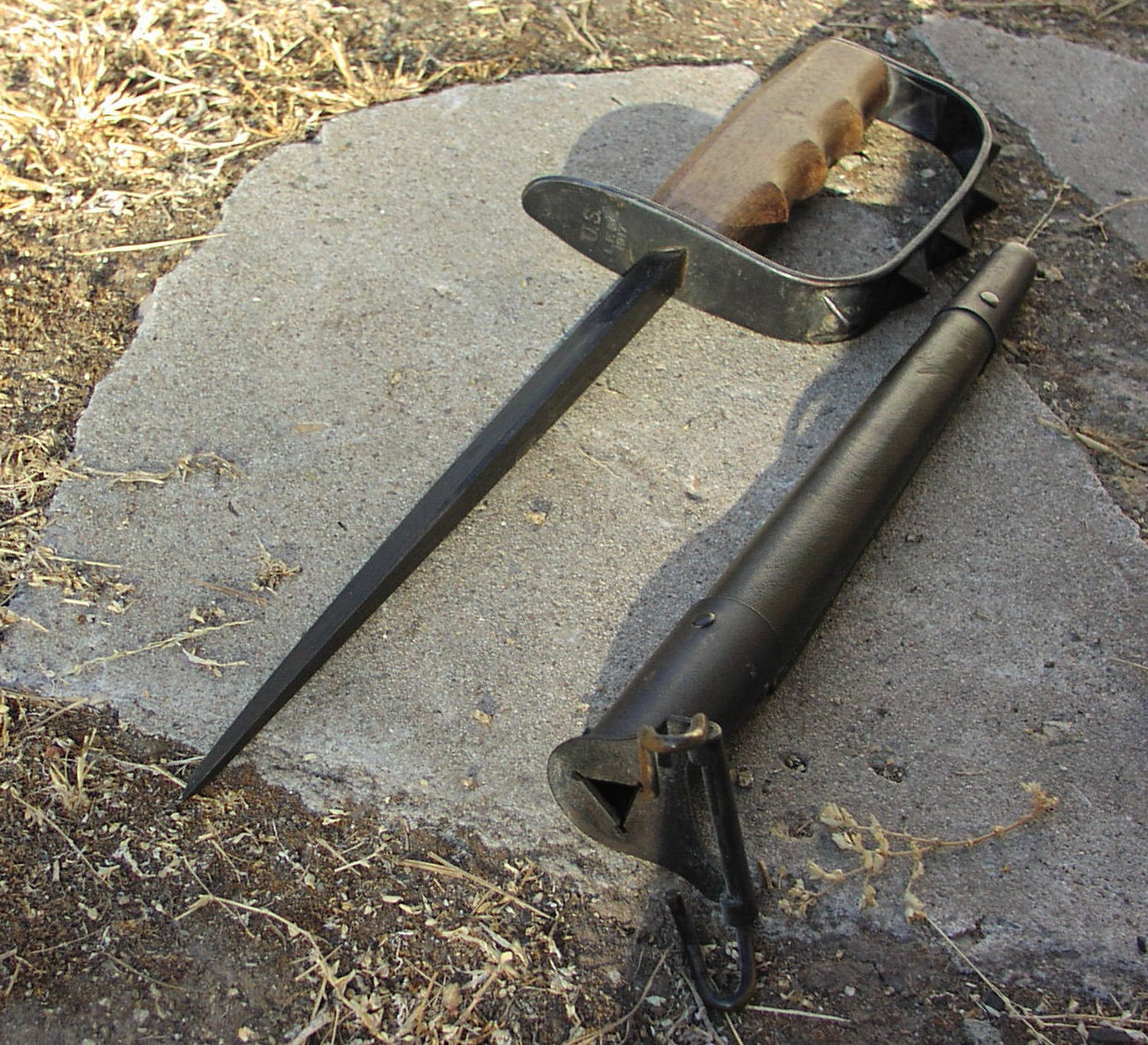
Historisches Modell: dreikantiger Grabendolch aus dem Ersten Weltkrieg

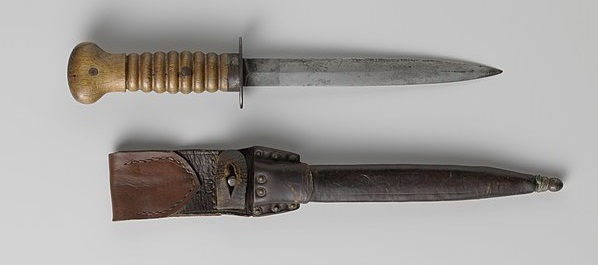
Historisches Modell: zweischneidiger Stormdolk aus dem Ersten Weltkrieg

Kampfmesser und Feldmesser sind Messer, die für den Nahkampf und/oder für den militärischen Einsatz genutzt werden. Während historische Modelle hauptsächlich als Waffe dienten, liegt der Schwerpunkt moderner Kampfmesser in der Nutzung als Werkzeug.

## Kampfmesser als Waffe
Historische Kampfmesser wie das Tlingit-Kampfmesser wurden als Waffe entworfen. In der Grundform als Dolch besaßen meist eine schmale, beidseitig geschliffene Klinge. Diese Klingenform soll mit wenig Widerstand in den Körper eines Gegners eindringen und innere Verletzungen verursachen. Grabendolche – wie sie im Grabenkampf des Ersten Weltkriegs verwendet wurden – haben oft einen Schlagschutz für die Finger, da sie auch wie Schlagringe verwendet wurden. Kampfmesser können sowohl bei den Hiebwaffen als auch bei den Stichwaffen gefunden werden. Bei Stichwaffen befindet sich die Spitze in direkter Verlängerung des Griffes, um einen gerade ausgeführten Stich zu ermöglichen. Der Handschutz ist in der Regel zweiseitig, um ein Abrutschen der Hand auf die Klinge zu verhindern. Ein vorwiegend als Hiebwaffe konzipiertes Kampfmesser ist beispielsweise das Khukuri der Gurkhas, das nach innen gekrümmt ist und eine Länge von über 30 cm aufweist.

## Feldmesser als Werkzeug

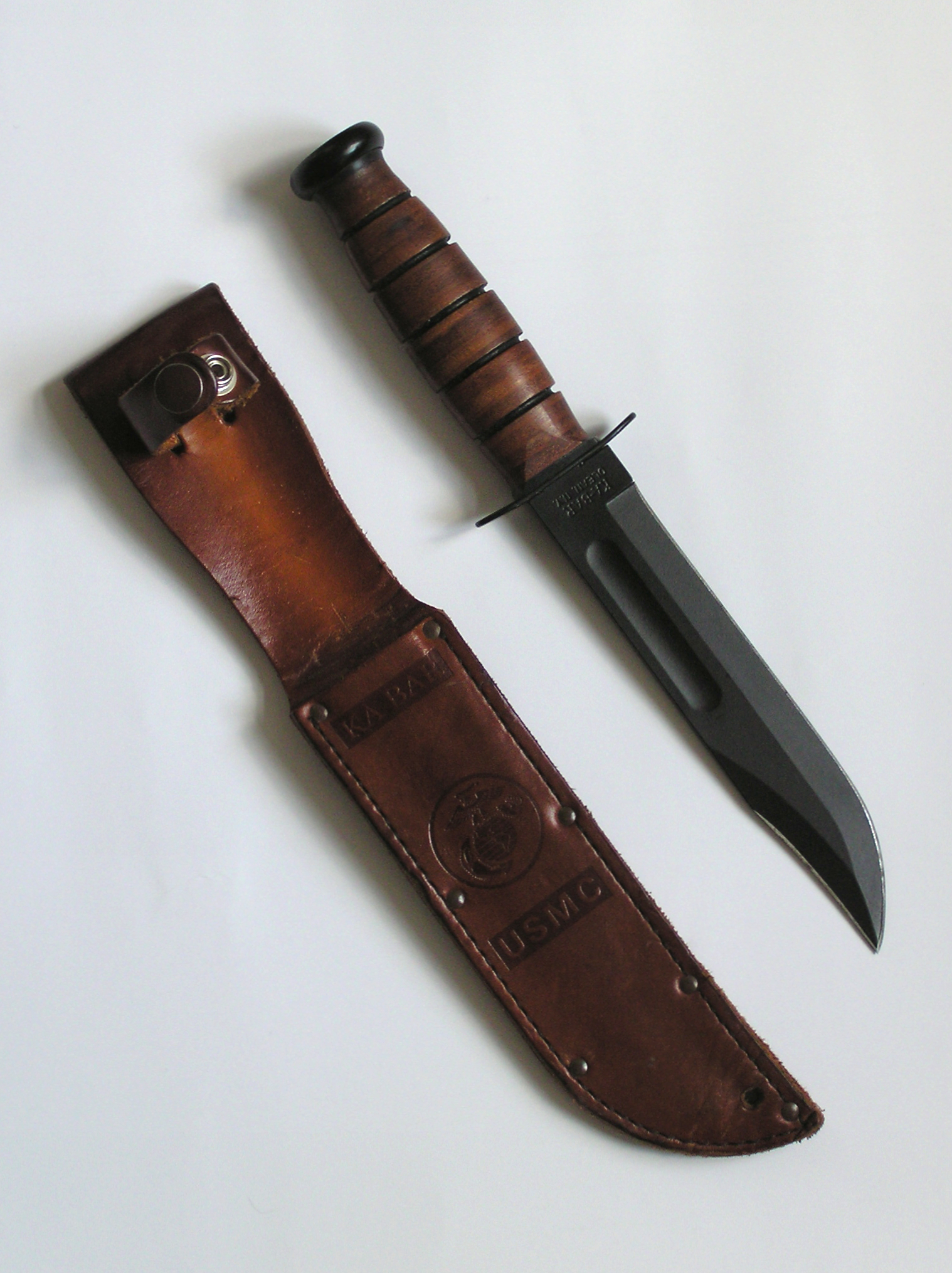
US-amerikanisches Kampfmesser KA-BAR

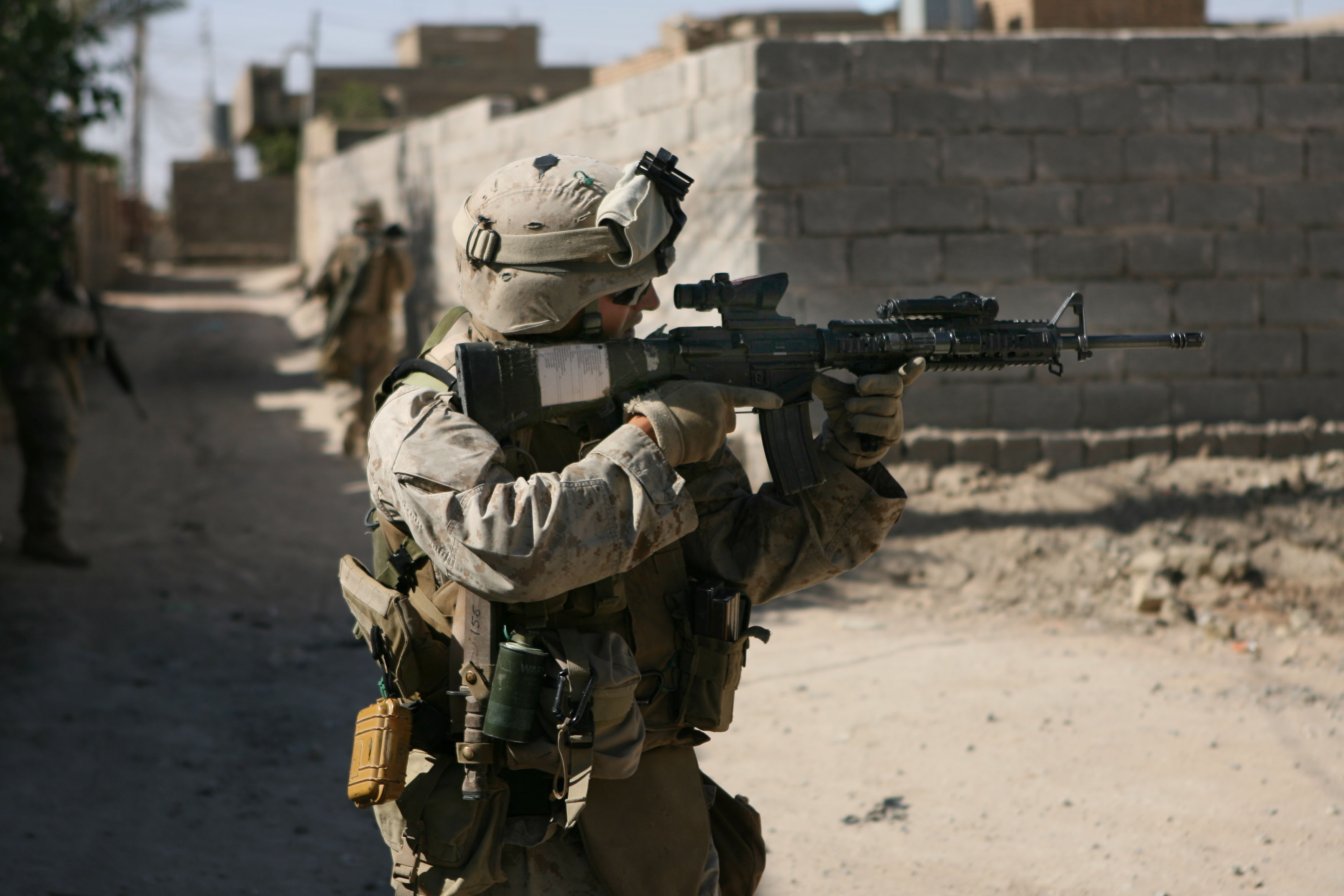
Kampfmesser als Teil der persönlichen Gefechtsausrüstung

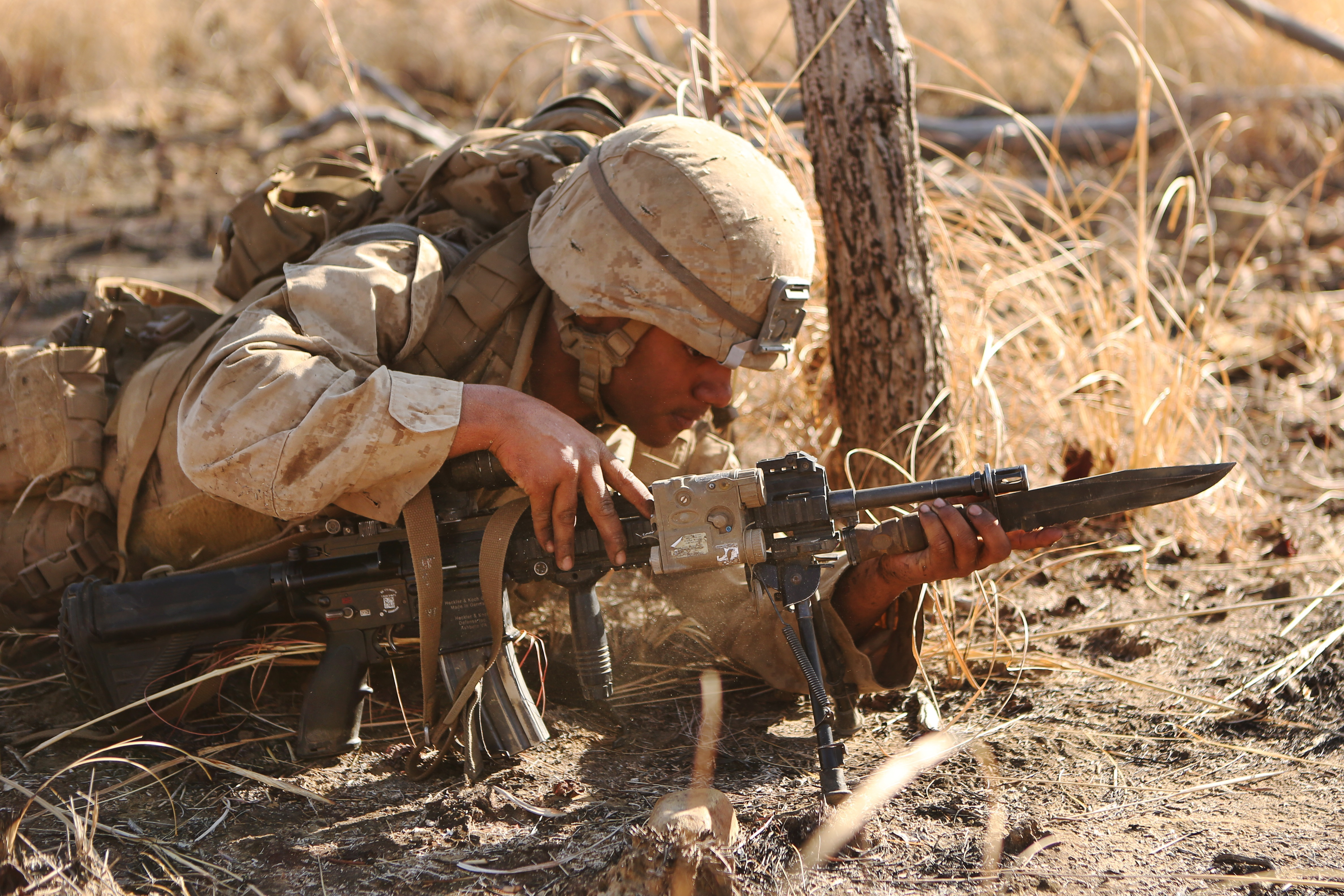
Kampfmesser-Bajonett-Kombination OKC-3S

Moderne Kampfmesser werden als robuste Mehrzweckwerkzeuge entworfen, da der Nahkampf militärisch an Bedeutung verloren hat. Sie besitzen daher breitere Klingen mit einseitiger Schneide. Meist sind die Klingen geschwärzt, um sichtbare Lichtreflexionen zu vermeiden. Die moderne Form von Kampfmessern wird auch als taktisches Einsatzmesser, Feldmesser oder Überlebensmesser bezeichnet. Das Standard-Messer der Bundeswehr-Infanterie ist das KM 2000. Das österreichische Heer nutzt das Glock Feldmesser. Oftmals sind die Messer mit Zusatzfunktionen ausgestattet. Ein Wellenschliff erleichtert das Durchtrennen von faserigem Material. Eine Sägezahnung im Rücken ermöglicht das leichtere Durchtrennen von Holz und Blech. Ein Glasbrecher am Griffende eignet sich zum Zertrümmern von Fahrzeugscheiben. Ein hohler Griff dient zur wassergeschützten Aufbewahrung kleiner Gegenstände. Einige Kampfmesser-Bajonett-Kombinationen wie das AK-Bajonett kann man auch als Drahtschere verwenden, indem man das Messer mit der Scheide verbindet. Um beim Spalten von Holz die Schneide nicht zu beschädigen, besitzen moderne Infanterie-Kampfmesser in der Regel eine dicke Klinge.

## Rechtliche Situation
Kampfmesser werden meist als Waffe betrachtet. Der Besitz kann (mit Einschränkungen) erlaubt sein, der Transport ist in der Regel nur mit Beschränkungen möglich.